# ちょこッと☆らじお!
ちょこッと☆らじお!は、テレビアニメ『ちょこッとSister』の関連番組として配信されていたインターネットラジオ番組。2006年8月度には、別番組ちょこッと☆らじお!出張版が、番外編としてキャララジオで本編の新放送のない週に隔週で配信された。

## 番組概要
- 配信期間：2006年6月30日から12月22日
- キャララジオにて「出張版番外編」を期間限定で2回配信（2006年8月4日、18日）

## コーナー
- ふつおた
  - 斎藤桃子のあいさつトーナメント
    - ふつおたの枠内だが半ばコーナー化していた。番組内でメールを読み上げる際の、頭につけるあいさつを、リスナーから募集し、本番中に出演者及び番組スタッフによる多数決で、その週のあいさつを決めていた。勝ち抜き方式であり、最終回にも行った。
- ちょこのあんちょこ!
  - ちょこの「あんちょこ」に書かれている言葉の意味を斎藤が出題し、小林が答えるコーナー。実際は、事前に口述で番組スタッフが斎藤に伝えた解答文から、斎藤が連想した言葉が「あんちょこ」の単語として出題されていたが、出題側の斎藤も何についてなんと答えたのかを完全に忘れてしまい、収拾がつかなくなることが多かった。
- 駆の思春期マイハート!
  - リスナーにこんな時ドキドキするというシチュエーションを送ってもらい、パーソナリティに、そのシチュエーションに応じたドキドキする行動を演技してもらうコーナー。スタッフがドキドキ度を判定し、負けたほうにはツボ押しマッサージの罰ゲームが待っていた。このゲームで使用したツボ押しマシーンは、最終回にリスナーにプレゼントされた。
- information

## ゲスト
- 平川大輔（#9、キャララジオ・出張版第2回）